# Partij van Christelijk Links
De Partij van Christelijk Links (Italiaans: Partito della Sinistra Cristiana, afkorting: PSC) was een Italiaanse politieke partij die kortstondig bestond.
De PSC telde zowel protestanten als katholieken onder haar leden. 
De PSC ontstond in 1945 toen de Communistische Katholieke Beweging onder druk van het Vaticaan haar naam wijzigde. De PSC stond nauwe samenwerking met de Communistische Partij van Italië (PCI) voor en zij keerde zich tegen de Democrazia Cristiana (Christendemocratische Partij van Italië). In december 1945 werd de partij ontbonden en een deel van haar leden (Christelijke of Katholieke communisten genaamd) trad toe tot de Communistische Partij van Italië.

## Leden van de PSC die tot de PCI toetraden
- ds. Sergio Aquilante
- Antonio Tató
- Giglia Tedesco
- Franco Rodano